# Cao Rui
Pour les articles homonymes, voir Cao.
Dans ce nom, le nom de famille précède le nom personnel.
Cao Rui (205 - 22 janvier 239) est le fils aîné de Cao Pi. Dès son plus jeune âge, il montre les signes d’une vive intelligence et devient le second empereur des Wei le 29 juin 226, après la mort de son père. 
À la suite d'une ruse de Ma Su, il rétrograde Sima Yi qui était commandant des forces armées des provinces de Yong et de Liang et donne ainsi la possibilité d'une invasion provenant du Royaume de Shu. En conséquence, après avoir perdu plusieurs batailles lors de cette invasion, Cao Rui décide de réintégrer Sima Yi à son ancien poste et réussit ainsi à repousser l’armée des Shu. Faisant de Sima Yi un officier de haut rang, il réussit également à repousser les quatre autres campagnes militaires menées par Zhuge Liang qui suivent. 
Parmi ses autres réussites, il repousse une invasion des Wu à laquelle il participe personnellement et écrase la révolte de Gongsun Yuan. Enfin, Cao Rui épuise les ressources de sa nation en construisant une série de palais grandioses et meurt de maladie en l’an 239 à l’âge de 34 ans.